# 大韓帝国年表
大韓帝国年表は、李氏朝鮮の国号変更によって1897年に成立した大韓帝国に関する年表である。

## 19世紀

### 1894年（光緒19年・高宗31年、明治27年）
- 7月25日：豊島沖海戦（日清戦争始まる）．
- 8月26日：大日本大朝鮮両国盟約（日朝攻守同盟）調印．
- 11月：井上馨公使、内政改革要領を国王高宗に奏上．

### 1895年（光緒20年・高宗32年、明治28年）
- 2月12日：北洋艦隊降伏．
- 3月30日:日本銀行、朝鮮政府と300万円の借款契約を調印．
- 4月17日:下関条約調印．
- 4月23日:三国干渉．全琫準処刑．
- 4月24日:議政府を内閣に改編．会計法施行．
- 5月31日:朴定陽内閣成立．
- 6月23日:地方制度改革を実施（23府制実施）．
- 7月6日:朴泳孝、日本へ亡命．
- 8月:三浦梧楼、駐朝鮮公使となる．
- 8月24日:金弘集内閣成立．
- 9月7日:小学校令公布．
- 10月8日:閔妃殺害事件（乙未事変）．
- 11月15日:漢城に最初の小学校設立．
- 11月28日:春生門事件．
- 12月30日:断髪令施行．

### 1896年（建陽元年、明治29年）
- 1月1日:太陽暦を採用.建陽の元号を使用．
- 1月31日:儒生李弼熙の檄文．乙未義兵（-10月）．
- 2月11日:高宗と世子（のちの純宗）が宮女用のかごに乗り、ロシア公使館へに逃げ込む（露館播遷）．金弘集ら殺害され、親露派内閣が成立．
- 2月18日:仁川で4000余名の暴徒が蜂起し官衙官宅を毀壊．
- 2月22日：内閣更新．李範晋が法部大臣兼警務使となり大院君派の粛清を開始．
- 3月16日：大院君一派の人々、漢城府観察使金経夏、呂圭亨等従犯等数十名を逮捕．
- 3月27日:アメリカ、雲山の金鉱採掘権、漢城の電灯・電話・電車の敷設権取得．
- 4月7日:徐載弼「独立新聞」発行．
- 4月22日:ロシア、慶源・鍾城両処の鉱山採掘権を取得．
- 5月14日:小村・ウェーバー協定．
- 6月3日:露清密約（李鴻章・ロバノフ協定）．
- 6月9日：山縣・ロバノフ協定．
- 6月12日:ロシア、月尾島西南地段の租借契約を取得．
- 7月:フランス、京義線敷設権を取得．
- 7月：徐載弼・尹致昊らが独立協会結成．
- 8月4日:地方制度改正（13道制）．
- 8月20日：レムネフなど機械厰でのロシア技士雇用契約．
- 9月:ロシア、豆満江上流地域・鴨緑江上流地域・鬱陵島・茂山の森林伐採権を取得．
- 9月24日:内閣を廃し、議政府を復す．
- 10月25日:ロシア人軍事教官プチャータ大佐一行来韓．
- 11月21日:漢城で独立門起工式（97年11月11日竣工）．旧臣ら、高宗に還宮請願計画（未遂）．
- 12月:「大朝鮮独立協会会報」発刊．

### 1897年（建陽2年・光武元年、明治30年）
- 1月：ロシア人ビルコフをロシア語教師として雇用．
- 2月13日：機械厰でのロシア技士雇用契約（雇用期間3年）．
- 2月20日:高宗、独立協会の要求により、慶運宮に還宮（露館播遷の終わり）．
- 8月16日:光武に改元．
- 8月29日:独立協会、第1回討論会を開く．
- 10月6日:ロシア公使アレクセイ・ニコラビッチ・シュペイエルが、度支顧問を自国人にする要求書を提出（度支顧問事件）．
- 10月11日:高宗、国号を「大韓」に改める．
- 10月12日:高宗、皇帝に即位．
- 10月25日:露韓合同条約.ロシア人アレクセーエフを財政顧問に任命．
- 12月27日:イギリスの派遣した東洋艦隊が仁川に到着、ブラウンは度支衛門の最高顧問を留任．

### 1898年（光武2年、明治31年）
- 1月21日:ロシア軍艦が絶影島に入港し、韓国内の日本人所有地に貯炭庫を設置しようとする（絶影島問題）．
- 2月:ロシアが漢城に露韓銀行を設立．
- 2月-3月:独立協会、反露闘争を起こす．
- 2月21日:独立協会が救国宣言上疏（救国運動宣言）を行う．
- 3月7日:金鴻陸謀殺未遂事件．
- 3月11日:韓国政府、ロシア人軍事教官・財政顧問を継続雇用しないことを決定．
- 3月27日:旅順・大連租借に関する露清条約.
- 4月25日:西・ローゼン協定．
- 4月28日：米西戦争起こる．
- 7月:高宗譲位計画事件．
- 7月6日:量地衙門設置（1999年7月、量田事業開始）．
- 9月5日:「皇城新聞」創刊．
- 9月11日：毒茶事件．
- 10月15日：独立協会、政府に中枢院改編を要求．
- 10月28日:独立協会、官民共同会を開催（-11月2日）．
- 11月2日:中枢院官制改正．議官の半数を独立協会から選出することとなる．
- 11月4日:匿名書事件、李商在ら独立協会幹部を逮捕．
- 11月5日:独立協会、万民共同会を開き、弾圧抗議・改革実施要求の運動．
- 11月26日:独立協会、皇帝親諭による解散命令．
- 12月16日：中枢院会議、大臣とすべき人材を選出．
- 12月23日:軍隊が出動し、万民共同会を解散させる．
- 12月25日：民会禁圧令．

### 1899年（光武3年、明治32年）
- 4月:馬山浦事件．
- 8月17日:大韓国国制公布．
- 9月11日:韓清通商条約調印．
- 12月:「独立新聞」発刊．

### 1900年（光武4年、明治33年）
- 4月6日:宮内府に鉄道院を設置．
- 6月20日:義和団の乱起こる．
- 9月3日:宮内府に西北鉄道局を設置．
- 10月25日:大韓帝国勅令第41号．
- 11月:満洲に関する露清協定締結．
- 11月12日:京仁鉄道開通式．

## 20世紀

### 1901年（光武5年、明治34年）
- 1月7日:ロシア、列国共同保障の韓国中立化を提議（1月17日、加藤高明外相拒否回答）．
- 2月3日：内田良平、平山周らが黒龍会を結成．
- 2月12日:貨幣条例公布、金本位制を採用．
- 6月2日:桂太郎内閣成立、政綱に韓国保護国化を掲げる．
- 8月26日:井上馨、伊藤博文に日露協商を勧める．
- 8月20日:京釜鉄道、永登浦で北部起工式．
- 9月：東清鉄道完成．
- 9月7日：辛丑条約（義和団の乱の講和条約）調印．
- 10月:朴斉純外相来日、中立化案を打診．
- 11月4日：東清鉄道運転開始．

### 1902年（光武6年、明治35年）
- 1月25日：日英同盟（第一次）成立．
- 4月8日：ロシアと清国が満洲返還条約を結ぶ．
- 5月8日:漢城-開城間鉄道起工式．
- 5月21日：日本の第一銀行韓国内支店、銀行券発行を開始．

### 1903年（光武7年、明治36年）
- 1月18日：清国が義和団の乱の賠償金支払い不能を宣言．
- 3月24日:中央銀行条例公布．
- 5月：龍岩浦事件．ロシア、鴨緑江を越境して韓国領土内に進出し、軍事拠点をつくる．
- 5月20日：ロシア、満洲還付条約を破棄．
- 6月23日：御前会議で満韓交換を軸とする対露策を策定．
- 7月20日：龍岩浦租借条約．
- 8月12日：栗野慎一郎駐露公使、ウラジーミル・ラムスドルフ露外相に日本案（日露協商基礎条項）を伝達．
- 8月12日：ロシア、黒竜江省・関東州を管轄する極東総督府を旅順に設置（総督はアレクセーエフ提督）．
- 8月：駐日公使高永喜、戦時局外中立の承認を求める高宗密書を小村外相に手交．高宗、中立承認を各国に打診．
- 8月29日：セルゲイ・ヴィッテ、満韓武力推進派に敗れ失脚．
- 9月：「皇城新聞」に「満韓交換の風説を破る」掲載．
- 9月30日：小村・ローゼン会談開始．
- 10月3日：ロシア、北緯39度線以北の韓国の中立化・非軍事化を提議．
- 10月4日：日清追加通商航海条約．
- 10月8日：ロシアが第三次満洲撤兵条約を反故にして奉天省城を占領．
- 10月30日：日本、満韓境界南北50kmの中立地帯設置を提議．
- 12月：日本の閣議、日露開戦時の対清韓方針決定．
- 12月4日：ロシア軍艦が仁川に集結．
- 12月26日：ロシア極東全軍に動員令出される．

### 1904年（光武8年、明治37年）
- 1月6日：内田康哉駐清公使、首席軍機大臣の慶親王奕劻と対談し、日露開戦時には清国が中立を保持するよう勧告．
- 1月21日：韓国、日露開戦時の局外中立を宣言．
- 1月：林権助駐韓公使・李址鎔外相間に日韓議定書案まとまる．
- 2月8日：日本軍、仁川に上陸．
- 2月9日：日露戦争始まる（2月10日、宣戦布告）．
- 2月12日：清国局外中立宣言．
- 2月23日:日韓議定書調印．
- 3月11日：日本、韓国駐箚軍司令部を創設．
- 3月：伊藤博文特派大使漢城入京．
- 4月3日:韓国駐箚軍司令部を設置．
- 5月：鴨緑江渡河作戦、九連城占領．
- 5月18日:日本の要求に応じて露朝修好通商条約はじめロシアとの条約・協定をすべて廃棄．
- 5月：閣議、対韓施設綱領決定．
- 6月20日:墓地・火葬場・埋葬及火葬取締規則発布．
- 7月13日:宋秀万規則発布（4月1日施行）．
- 7月：駐箚軍司令官軍律制定．
- 7月：イギリス人アーネスト・ベッセルと韓国人梁起鐸によって『大韓毎日申報』創刊．
- 8月8日：一進会結成．
- 8月10日：黄海海戦．
- 8月22日：第一次日韓協約調印．
- 9月4日：遼陽占領．
- 9月：シベリア鉄道全線開通．
- 10月9日：沙河会戦（-20日）
- 10月14日:目賀田種太郎を財務顧問に招聘．
- 10月：咸鏡道に軍政施行．
- 12月：財政顧問ダーハム・W・スティーブンス着任．
- 12月5日：日本軍、二百三高地を占領．

### 1905年（光武9年、明治38年）
- 1月3日：旅順開城、駐箚軍司令官漢城地区の治安警察権を掌握．
- 1月5日：乃木希典、ステッセルと水師営で会見．
- 1月：日本貨幣の韓国内流通公認．第一銀行、韓国政府と国庫金取り扱い、貨幣整理事業委託契約（中央銀行化）．
- 1月：駐箚軍漢城地区の治安警察権を掌握．
- 1月28日:竹島を島根県に編入することを閣議決定
- 2月3日:丸山重俊を警務顧問に招聘．
- 2月22日:竹島編入の島根県告示．
- 3月10日：奉天会戦で日本軍勝利．
- 4月1日:日韓通信機関協定調印．
- 4月：駐箚軍全州地区の治安警察権を掌握．
- 4月8日:日本政府、「韓国保護権確立の件」を閣議決定．
- 5月25日:京釜鉄道開通式．
- 5月：イギリス外相、日英攻守同盟を提案．
- 5月27日：日本海海戦
- 6月9日：アメリカ大統領、日露両国に講和勧告．両国政府承諾．
- 7月1日:貨幣整理開始．
- 7月18日:『大韓毎日申報』創刊
- 7月29日:桂・タフト協定成立．
- 8月10日：日露講和会議交渉始まる．
- 8月12日:第二次日英同盟成立．
- 9月5日:ポーツマス条約調印．日比谷焼討事件．
- 9月：小村全権、韓国保護化につきアメリカ大統領の了解をうる．
- 10月：朴斉純外相、新日英同盟への条約違反を駐韓日英公使に抗議．
- 10月12日：桂・ハリマン覚書交換．
- 11月15日：伊藤博文、高宗に保護国承認を強要．
- 11月17日:第二次日韓協約調印．
- 11月：保護国化に対し義兵闘争起こる．ホーマー・ハルバート、高宗のアメリカ大統領あて親書をたずさえアメリカ国務長官に調停依頼．
- 12月21日:日本、統監府及理事庁官制公布（初代統監伊藤博文）．
- 12月22日：満洲善後条約．

### 1906年（光武10年、明治39年）
- 1月：高宗、イギリス人ストーリー記者を通じて国書を列国に送付し、共同保護を要望．
- 2月1日:韓国統監府設置．
- 3月：興業借款1000万円供与．
- 3月21日：農工銀行条例公布．
- 4月3日：京義鉄道全通．
- 4月4日：大韓自強会創立．
- 5月19日：閔宗植の義兵、洪州を占領（30日陥落）．
- 6月：崔益鉉、泰仁で挙兵．
- 6月：梅謙次郎、韓国政府法律顧問となる（法典編纂）．
- 8月：関東都督府官制公布．三土忠造、韓国政府学部参与官となる（教科書編纂）．
- 9月24日：管税官官制公布（税務監・税務官・税務主事を置く）．
- 9月：日本人参与官を朝鮮各地に配置．
- 10月：鴨緑江・豆満江森林経営に関する共同約款調印．
- 10月：内田良平、一進会顧問となる．
- 10月26日：土地家屋証明規則公布（12月1日施行）．
- 11月26日：南満洲鉄道会社設立．
- 12月：ロシア外相、日露協商を示唆．

### 1907年（光武11年・隆煕元年、明治40年）
- 1月：国債報償運動起こる．
- 1月1日：崔益鉉、対馬で獄死．
- 3月2日：伊藤博文統監、韓国に赴任．
- 4月：新民会結成．
- 5月：李完用内閣成立．
- 6月10日：日仏協約調印、韓国・インドシナに勢力分界を設定．
- 6月14日：議政府を内閣に改編．
- 6月25日：李相卨（英語版）らハーグに到着．ハーグ密使事件．
- 7月：高宗からの各国元首あて親書を携えたハルバートがニューヨークに到着．日本の閣議、韓帝譲位などの方針決定．
- 7月20日：日本の圧力で高宗退位．純宗が即位．
- 7月24日：第三次日韓協約調印．新聞紙法公布．
- 7月27日：保安法公布．
- 7月30日：第一次日露協約調印．
- 8月：純宗即位式．
- 8月1日：韓国軍解散．解散に反対して原州や江華島の部隊が反対して蜂起（丁未義兵闘争）．
- 8月2日：隆煕に改元．
- 8月9日：日本人次官を任命（次官政治始まる）．
- 8月：間島に統監府出張所を開設（清国、撤去を要求）．
- 10月：警察事務執行に関する取極書調印（警察合併）．
- 11月17日：大韓協会創立．
- 11月：純宗、昌徳宮へ遷る．
- 12月：李麟栄らの義兵が楊州に1万人集結．

### 1908年（隆煕2年、明治41年）
- 1月：裁判所構成法施行．
- 1月1日：財務監督局・財務署設置．
- 1月11日：西北学会創立．
- 1月21日：森林法公布．
- 3月：日本政府、韓国施政改善に1,968万円無利子貸付．
- 3月：元外交顧問スティーブンス、サンフランシスコで田明雲らに射殺される．
- 6月11日：韓国人憲兵補助員制度発足（憲兵補助員を募集）．
- 6月：李完用内閣改造．宋秉畯内相となる．
- 6月：「大韓毎日申報」のアーネスト・ベセル、イギリス領事裁判で禁固処分を受ける．
- 8月1日：大審院以下の裁判所開庁．大審院長・検事総長以下の判事・検事に日本人を採用．
- 8月26日：私立学校令・学会令公布．
- 9月：閣議、満洲に関する交渉方針決定．
- 10月：日韓漁業協定調印．
- 12月28日：東洋拓殖株式会社設立．日本興業銀行、起業資金1,296万円借款契約．日本政府、起業公債100万円借款契約．

### 1909年（隆煕3年、明治42年）
- 1月：純宗の地方巡幸（伊藤統監陪従、-2月）．
- 2月：大竹貫一代議士、統監政治批判演説．
- 2月23日：出版法公布．
- 3月4日：民籍法公布（4月1日施行）．
- 4月：伊藤統監、韓国併合に同意．
- 6月14日：伊藤博文、韓国統監を辞任、後任は曽根荒助副統監．
- 6月：李麟栄処刑される．
- 7月8日：「韓国併合に関する件」を閣議決定．
- 7月12日：韓国司法及び監獄事務委託に関する日韓覚書調印（11月1日実施）．
- 7月：韓国中央銀行に関する日韓覚書．
- 9月1日：「南韓大討伐作戦」（-10月31日）．
- 9月4日：間島に関する日清協約、満洲五案件に関する日清協約を締結．
- 10月26日：伊藤博文、ハルビン駅で安重根に殺害される．
- 10月29日：韓国銀行創立．
- 11月6日：ノックス（英語版）米国務長官、満洲の鉄道中立化を提起．
- 12月4日：一進会、皇帝・統監に「韓日合邦を要求する声明書」（韓日合邦上奏文・上申書）を提出（却下される）．大韓協会などが併合反対運動を展開．
- 12月12日：李完用、李在明に刺され負傷．

### 1910年（隆煕4年、明治43年）
- 2月：小村外相、在外使臣に韓国併合方針を伝え、各国の反応を打診．
- 3月26日：安重根、旅順で処刑．
- 5月30日：寺内正毅陸相、韓国統監を兼任（7月23日着任）．
- 6月3日：「併合後の韓国に対する施政方針」を閣議決定．
- 6月24日：韓国警察事務委託に関する日韓覚書調印．
- 7月1日：憲兵警察制度発足．
- 7月4日：第二次日露協約調印．
- 7月：日本の閣議、併合条約案等を決定．
- 8月：日本政府、イギリスに対し、併合後の対韓貿易における関税据え置きを表明．
- 8月16日：寺内統監、李完用首相に併合に関する覚書を手交．
- 8月18日：韓国閣議で併合条約調印を了承．
- 8月22日：枢密院会議で併合条約案を可決．韓国併合に関する条約（日韓併合条約）調印．
- 8月23日：土地調査法公布．
- 8月29日：併合条約公布（即日施行）．韓国併合に関する宣言発表．韓国を「朝鮮」と改称．
- 9月12日：大韓協会・一進会などが解散させられる．
- 9月30日：朝鮮総督府官制公布．
- 11月：喜田貞吉『韓国の併合と国史』刊行．